# Nikodem Goździalski
Nikodem Goździalski (ur. 15 września 1932 w Pieńkach Choceńskich, zm. 1 stycznia 2004) – polski lekkoatleta, sprinter.
Wystąpił w biegu na 100 metrów na mistrzostwach Europy w 1954 w Bernie, ale został zdyskwalifikowany w eliminacjach. Polska sztafeta 4 × 100 metrów w składzie: Goździalski, Wiesław Holajn, Zdobysław Stawczyk i Emil Kiszka również odpadła w przedbiegach.
Był mistrzem Polski w sztafecie 4 × 100 metrów w 1953, 1954 i 1955. W 1954 został również wicemistrzem w biegu na 100 metrów i brązowym medalistą w biegu na 200 metrów. Zdobył również srebrny medal halowych mistrzostw Polski w biegu na 60 metrów w 1954.
W 1954 dwukrotnie wyrównał rekord Polski w 4 × 100 metrów czasem 41,4 s. Poza tym był klubowym rekordzistą Polski w sztafetach:  4 × 100 metrów, 4 × 200 metrów, szwedzkiej i olimpijskiej.
Rekordy życiowe:
| Konkurencja        | Data i miejsce              | Wynik |
| ------------------ | --------------------------- | ----- |
| bieg na 100 metrów | 5 czerwca 1956, Bydgoszcz   | 10,6  |
| bieg na 200 metrów | 19 sierpnia 1956, Bydgoszcz | 21,8  |